# 铜鼎镇
铜鼎乡，是中华人民共和国湖南省怀化市中方县下辖的一个乡镇级行政单位。

## 行政区划
铜鼎乡下辖以下地区：
砖墙脚村、罗家冲村、青市村、重义溪村、张家溪村、铜鼎坪村、桐木树村、蛮田坪村、南家坊村和赤岩湾村。